# Bloc D
Pour les éléments chimiques du bloc d de la classification périodique, voir Éléments du bloc d.

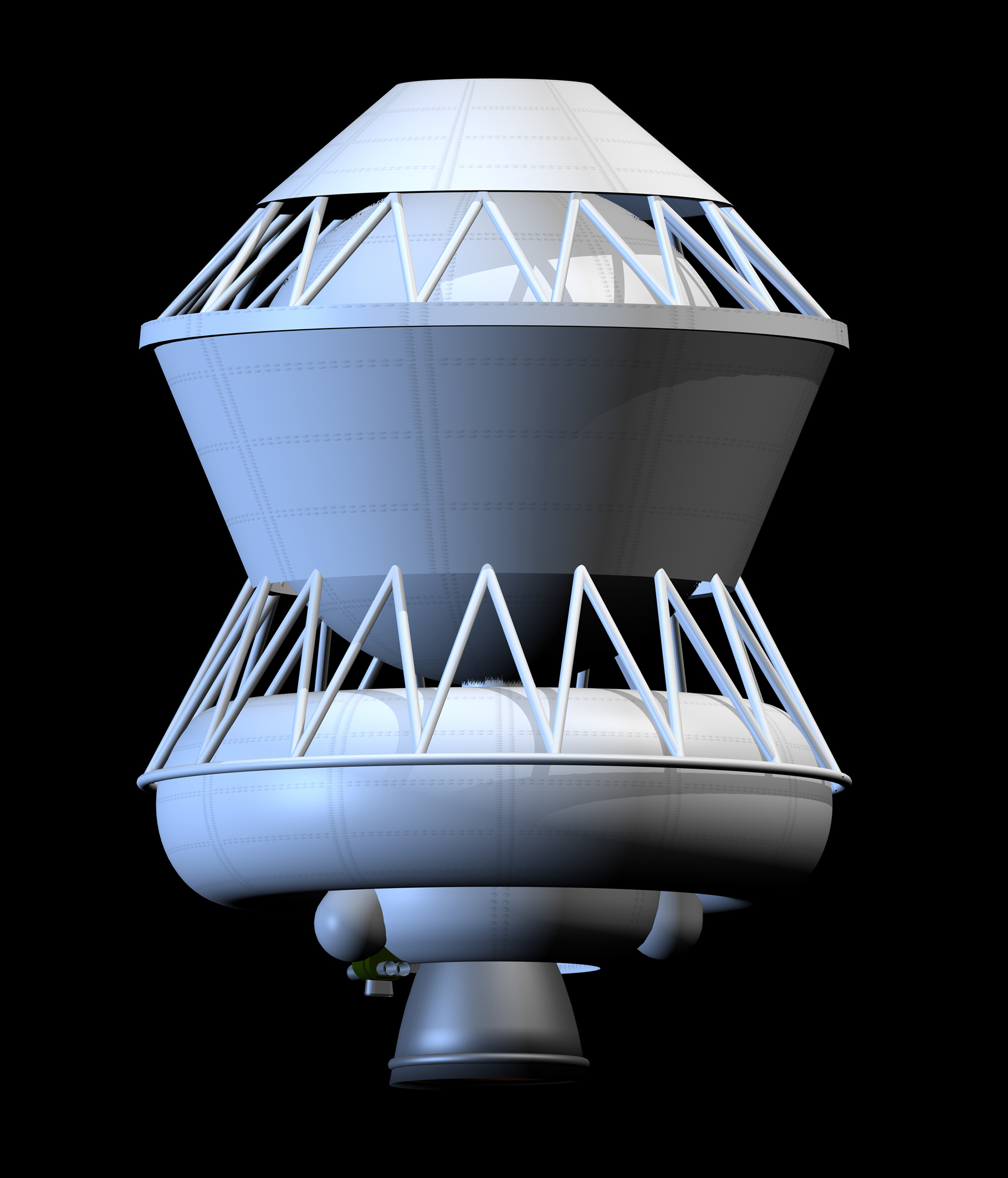
Modèle tridimensionnel du bloc D.

Le Bloc D est un étage supérieur de fusée utilisé par les lanceurs russes Proton et Zenit pour mettre en orbite des sondes spatiales et des satellites de télécommunications destinés à l'orbite géostationnaire. Il est développé dans les années 1960 comme cinquième étage de la fusée soviétique N-1 dans le cadre du programme lunaire habité soviétique. Il est utilisé pour la première fois avec succès pour lancer une sonde lunaire du programme Zond en 1967. Il a depuis été utilisé à plus de 250 reprises.

## Caractéristiques techniques
Le bloc DM est propulsé par un moteur-fusée unique RD-58 ayant une impulsion spécifique de 350 secondes consommant du kérosène et de l'oxygène liquide. Il fournit une poussée de 83,3 kN durant 600 secondes. Il est réallumable. Le bloc DM a une masse à vide de 3,5 tonnes. Long de 5,7 mètres il est constitué d'un réservoir sphérique contenant l'oxygène liquide et, dans sa partie inférieure, d'un réservoir toroïdal contenant le kérosène au centre duquel se situe le moteur.

## Versions
Plusieurs versions du Bloc D ont été développées,, :
- le bloc D est la version d'origine ;
- le bloc DM a été développé en 1974 pour le lancement des satellites géostationnaires. Deux variantes ont été utilisées par la suite : DM-2 à compter de 1982 et DM-3 à partir de 1996 ;
- la version DM-SL a été développée pour la fusée Zenit-SL commercialisée par International Launch Services et tirée depuis une plateforme en mer.

| Version         | Premier vol | Dernier vol  | Nombre de lancements | Lanceur                    | Remarques |
| --------------- | ----------- | ------------ | -------------------- | -------------------------- | --- |
| Bloc D          | 1967        | 1976         | 44                   | Proton-K N-1               | |
| Bloc D-1        | 1978        | 1989         | 10                   | Proton-K                   | Utilisé essentiellement pour le lancement de sondes spatiales vers Vénus                                                                                |
| Bloc D-2        | 1988        | 1996         | 3                    | Proton-K                   | Utilisé pour le lancement des sondes spatiales Phobos 1, Phobos 2 et Mars 96                                                                            |
| Bloc DM         | 1974        | 1990         | 66                   | Proton-K Energia (unflown) | Version du Bloc D modifiée pour desservir l'orbite terrestre                                                                                            |
| Bloc DM-2       | 1982        | 2012         | 115                  | Proton-K Proton-M          | Utilisé pour les lancements des satellites de navigation GLONASS                                                                                        |
| Bloc DM-2M      | 1994        | 2005         | 15                   | Proton-K                   | Comprend des réservoirs allongés pour l'utilisation de l'ergol à haute performance Syntine à la place du kérosène. Propulsé par un moteur-fusée RD-58S. |
| Bloc DM-03 (en) | 2010        | opérationnel | 3                    | Proton-M                   | Devrait remplacer Bloc DM-2 et DM-SL/SLB, conçu pour être utilisé uniquement sur Proton                                                                 |
| Bloc DM-5       | 1997        | 2002         | 2                    | Proton-K                   | Utilisé pour le lancement en orbite basse des satellites Arkas                                                                                          |
| Bloc DM1        | 1996        | 1996         | 1                    | Proton-K                   | Version commerciale du bloc DM-2, utilisée uniquement pour lancer Inmarsat-3 F2                                                                         |
| Bloc DM2        | 1997        | 2002         | 4                    | Proton-K                   | Version commerciale du bloc DM-5 utilisée pour les lancements de satellites Iridium et INTEGRAL                                                         |
| Bloc DM3        | 1996        | 2006         | 25                   | Proton-K                   | Version commerciale du bloc DM-2M |
| Bloc DM4        | 1997        | 1997         | 1                    | Proton-K                   | Version commerciale du bloc DM-2M, utilisé uniquement pour lancer Telstar 5                                                                             |
| Bloc DM-SL      | 1999        | opérationnel | 36                   | Zenit-3SL                  | Utilisée pour les missions Sea Launch missions, certains vols avec des réservoirs allongés                                                              |
| Bloc DM-SLB     | 2008        | opérationnel | 5                    | Zenit-3SLB                 | Utilisée pour les missions Land Launch (en) et pour les autres vols commerciaux Zenit-3SLB lancés depuis Baikonour                                      |